# John Gurdon
John Bertrand Gurdon, FRS, född 2 oktober 1933 i Dippenhall i Surrey, är en brittisk utvecklingsbiolog. Han är mest känd för sin banbrytande forskning inom terapeutisk kloning och somatisk cellöverföring. År 2012 tilldelades han Nobelpriset i fysiologi eller medicin tillsammans med Shinya Yamanaka för upptäckten att mogna celler kan omprogrammeras till pluripotens.
År 1958 klonade Gurdon världens första djur, en groda, ur en vuxen grodcell. Gurdons experiment bevisade att varje cells genetiska material innehåller och bibehåller informationen som krävs för att bli en annan celltyp. Detta har fått grundläggande betydelse för stamcellsforskningen, vars mål är att använda outvecklade celler och få dem att utvecklas till önskade celltyper.
Gurdon erhöll sin doktorsgrad 1960 vid universitetet i Oxford och var postdoktorsforskare vid California Institute of Technology i Pasadena i USA. Sedan 1972 har han varit knuten till universitetet i Cambridge där han bland annat varit professor i cellbiologi och master för Magdalene College. Han är numera verksam vid The Gurdon Institute i Cambridge.
Han tilldelades 1989 Wolfpriset i medicin tillsammans med Edward B. Lewis.